# Station Montcada i Reixac - Santa Maria
Montcada i Reixac - Santa Maria is een treinstation in Montcada i Reixac, gelegen op lijn 4, lijn 7 en lijn 12 van Rodalies Barcelona.
Het station werd in 1855 geopend toen de lijn tussen Montcada i Reixac - Manresa en Sabadell Nord in gebruik genomen werd. In 2016 maakten 380.000 reizigers gebruik van dit station.

## Lijnen
| Eindbestemming                                | Vorig station               | Lijn | Volgend station       | Eindbestemming         |
| --------------------------------------------- | --------------------------- | ---- | --------------------- | ---------------------- |
| Sant Vicenç de Calders Vilafranca del Penedès | Montcada i Reixac - Manresa |      | Cerdanyola del Vallès | Terrassa Manresa       |
| Sant Andreu Arenals                           | Montcada i Reixac - Manresa |      | Cerdanyola del Vallès | Cerdanyola Universitat |
| L'Hospitalet de Llobregat                     | Montcada i Reixac - Manresa |      | Cerdanyola del Vallès | Lleida Pirineus        |